# Boris Tal
Boris Markowicz Tal, właśc. Boris Markowicz Kriształ (ros. Борис Маркович Таль (Криштал), ur. 1898 w Baku, zm. 17 września 1938 w Kommunarce) – radziecki ekonomista, działacz partyjny i dziennikarz.

## Życiorys
Był narodowości żydowskiej. Od 1915 studiował na Wydziale Fizyczno-Matematycznym Uniwersytetu Moskiewskiego (nie ukończył studiów), na początku 1918 wstąpił do Czerwonej Gwardii, ukończył kursy dowódcze w Moskwie, został członkiem RKP(b). W październiku 1919 został komisarzem brygady na Uralu, od 1919 do kwietnia 1920 był komisarzem 73 Brygady 25 Dywizji Strzelców, później był p.o. komisarza i od 10 maja do 4 sierpnia 1920 komisarzem 25 Dywizji Strzelców. Od 12 sierpnia do 29 listopada 1920 dowodził 44 Kijowską Dywizją Strzelców, jednocześnie był komisarzem sztabu 12 Armii, w 1921 został naczelnikiem wyższych kursów wojskowo-politycznych w Kijowie. Uzyskał stopień doktora nauk ekonomicznych, od lipca 1929 do stycznia 1930 był zastępcą szefa Wydziału Agitacji, Propagandy i Prasy KC WKP(b) i szefem sektora nauki Wydziału Kultury i Propagandy Leninizmu KC WKP(b), od lutego 1930 do kwietnia 1932 członkiem kolegium redakcyjnego „Prawdy”, a od 1933 do maja 1935 redaktorem odpowiedzialnym gazety „Za industrializaciju!” i od 1933 do 1937 redaktorem odpowiedzialnym gazety „Bolszewitskaja pieczat´”. W lipcu 1934 został członkiem kolegium redakcyjnego pisma „Bolszewik”, od 13 maja 1935 do 4 września 1937 był kierownikiem Wydziału Prasy i Wydawnictw KC WKP(b), a od stycznia do listopada 1937 redaktorem odpowiedzialnym gazety „Izwiestija”.
2 grudnia 1937 został aresztowany, a 17 września 1938 skazany na śmierć przez Wojskowe Kolegium Sądu Najwyższego ZSRR pod zarzutem udziału w trockistowskiej organizacji terrorystycznej i rozstrzelany. 11 stycznia 1956 pośmiertnie go zrehabilitowano.